# المزار (جنين)
المزار كلمة عربية بمعنى موضع الزيارة، ودُفن في أراضيها شهداء معركة عين جالوت. بنيت هذه القرية فوق جبل فقوعة على ارتفاع 350 مترا عن سطح البحر وتقع إلى الشمال الشرقي من مدينة جنين وتبعد عنها 9كم، وجنوب قرية نورس. تبلغ مساحة أراضيها (14501) دونما يحيط بها أراضي قرى نورس وعربونة وصندلة وفقوعة وزرعين والمقيبلة. كانت القرية تنتصب على قمة جبل المزار المدورة المستوية. وكان الجبل شديد الانحدار من كافة الجهات، باستثناء الجنوب الشرقي حيث كانت الأرض ترتفع لتتصل بقمم جبال جيلون المجاورة. وكانت طريق ترابية تصل المزار بقرية نورس الأدنى منها، كما كانت طريق أخرى تصلها بقريتين متاخمتين. ومن الجائز أن تكون القرية سميت المزار لأن فيها مقابر كثيرين ممن استشهدوا في معركة عين جالوت الفاصلة (سنة 1260)، التي انتصر فيها مماليك مصر على المغول. في أوخر القرن التاسع عشر. كانت المزار قرية مبنية بالحجارة على قمة جبل. ومع أن أرضها كانت صخرية في معظمها فقد غرست مجموعة من أشجار الزيتون حول المنازل، وحفرت ابئر في الجهة الجنوبية الشرقية منها.

## التعداد السكاني
قدر عدد سكانها في عام 1922 (223) نسمة وعام 1945 (270) نسمة. وينسب إلى هذه القرية الشيخ فرحان السعدي الذي خاض معارك عديدة في ثورة (1936) في منطقة جنين، وألقى القبض عليه وصدر عليه الحكم بالإعدام، حيث نفذ الحكم في تشرين الثاني عام 1938.
قامت المنظمات الصهيونية المسلحة بهدم القرية وتشريد أهلها البالغ عددهم عام 48 حوالي (313) نسمة، وكان ذلك في 30-5-1948. ويبلغ مجموع اللاجئين من هذه القرية في عام 1998 حوالي (1923) نسمة.

## احتلال القرية
اقتحمت القوات الإسرائيلية المزار واحتلها بعد أن استولت على قريتي نورس وزرعين في 30 أيار 1948. ويقول (تاريخ حرب الاستقلال) إن الوحدة التي استولت عليها هي الكتيبة الرابعة في لواء غولاني. وكانت قيادة البلماح أصدرت الأوامر إلى كتيبتها الأولى (بأن تدمر قواعد العدو) في القرى الثلاث كلها، لكن يبدو أن هذه الأوامر لم توضع التنفيذ فورا. وعقب احتلال هذه القرية بوقت قصير، مضت القوات الإسرائيلية لتهاجم مدينة جنين، لكن من دون أن تنجح في الاستيلاء عليها.

## القرية اليوم
تنتشر الأشواك ونبات الصبار في الموقع، وتتبعثر الأنقاض الحجرية في أنحائه. ولم يبق من منازل القرية أو من معالمها شيء. وينبت الصبار وشجر اللوز في بعض أراضي القرية. أما الأراضي الجبلية فيستعمل بعضها مرعى للمواشي، بينما تكسو الغابات بعضها الآخر. ثمة ثلاث مستعمرات إسرائيلية على أراضي القرية: برازون أسست في سنة 1954، غان نير أسست في سنة 1987.

## المغتصبات الصهيونية على اراضي القرية
ثمة ثلاث مستعمرات إسرائيلية على أراضي القرية: برازون تأسست في سنة 1954، غان نير أسست في سنة 1987.